# Nové Dvory (Vavřinec)
Nové Dvory jsou osada, část obce Vavřinec v okrese Blansko. Leží na hranici Moravského krasu nedaleko Pustého žlebu.

## Historie
Původně stával v lokalitě osady dvůr, který byl příslušenstvím hradu Blanseka. Ten se nacházel jihovýchodněji od nynější osady, asi 1 km severně od hradu. Podle Roberta Sedláka, písmáka z Veselice, se tam někdy po 1. světové válce propadl sedlák s koňmi do sklepení, ve kterém bylo několik starých nádob. Profesor Ervín Černý, který zkoumal zaniklé osady na Drahanské vrchovině, objevil v tomto prostoru středověkou keramiku. Tento dvůr patrně přečkal zánik hradu, protože v pozdějším období se objevuje název Dva dvory, což naznačuje, že zde vedle původního panského dvora poblíž Blanseka stál ještě jeden dvůr nový. Zatímco starý dvůr zanikl, nový dvůr (Neuhof) figuruje na mapách 1. vojenské mapování z let 1764 - 1783, 2. vojenského mapování 1836 - 1852 i 3. vojenského mapování 1876 - 1878. Do poloviny 19. století se však jednalo o osamocený objekt, k proměně v osadu Nové Dvory došlo v pozdějším období.
K 29. červnu 2018 se Nové Dvory staly evidenční částí obce Vavřinec, což odsouhlasilo zastupitelstvo obce v listopadu 2017. Do té doby měly pouze status základní sídelní jednotky.
Na počátku 19. století byla od Neuhofu po cestě k lesu, kde se nacházejí ruiny Blanseku, vysázena alej 68 mohutných lip za účelem nejen okrasným, ale především vojenským.

## Fotogalerie

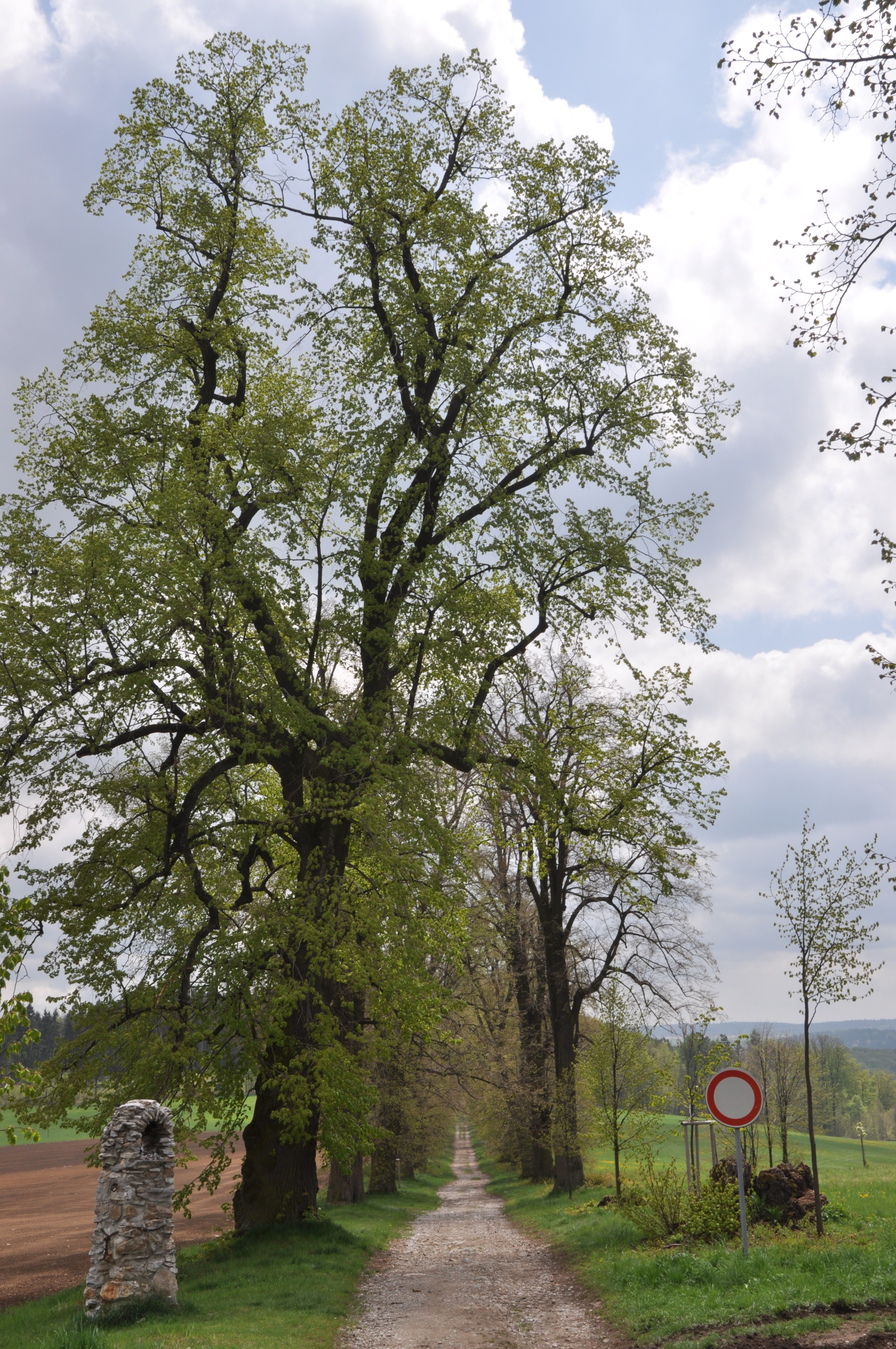
Lipová alej k Blanseku
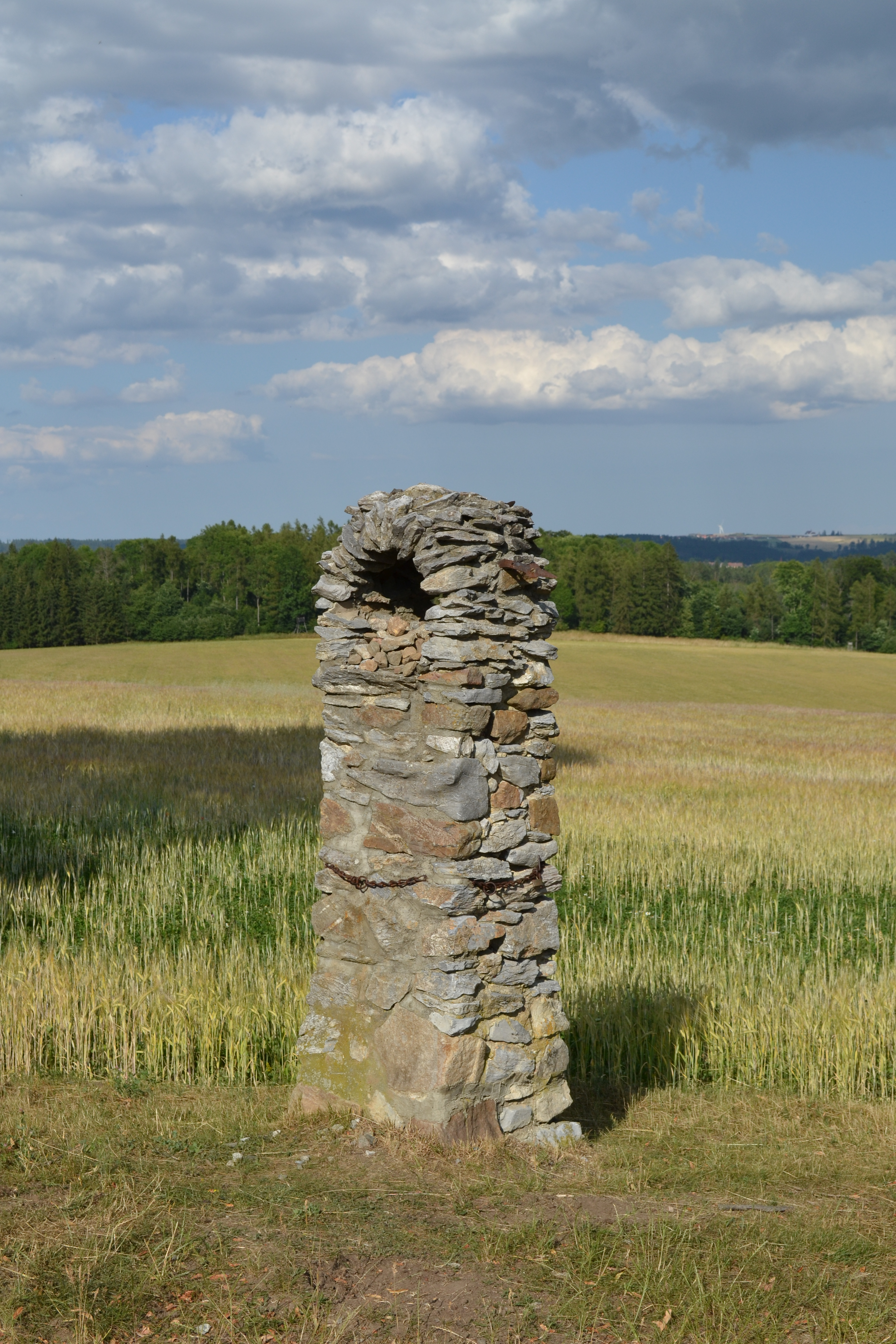
Přícestník u aleje
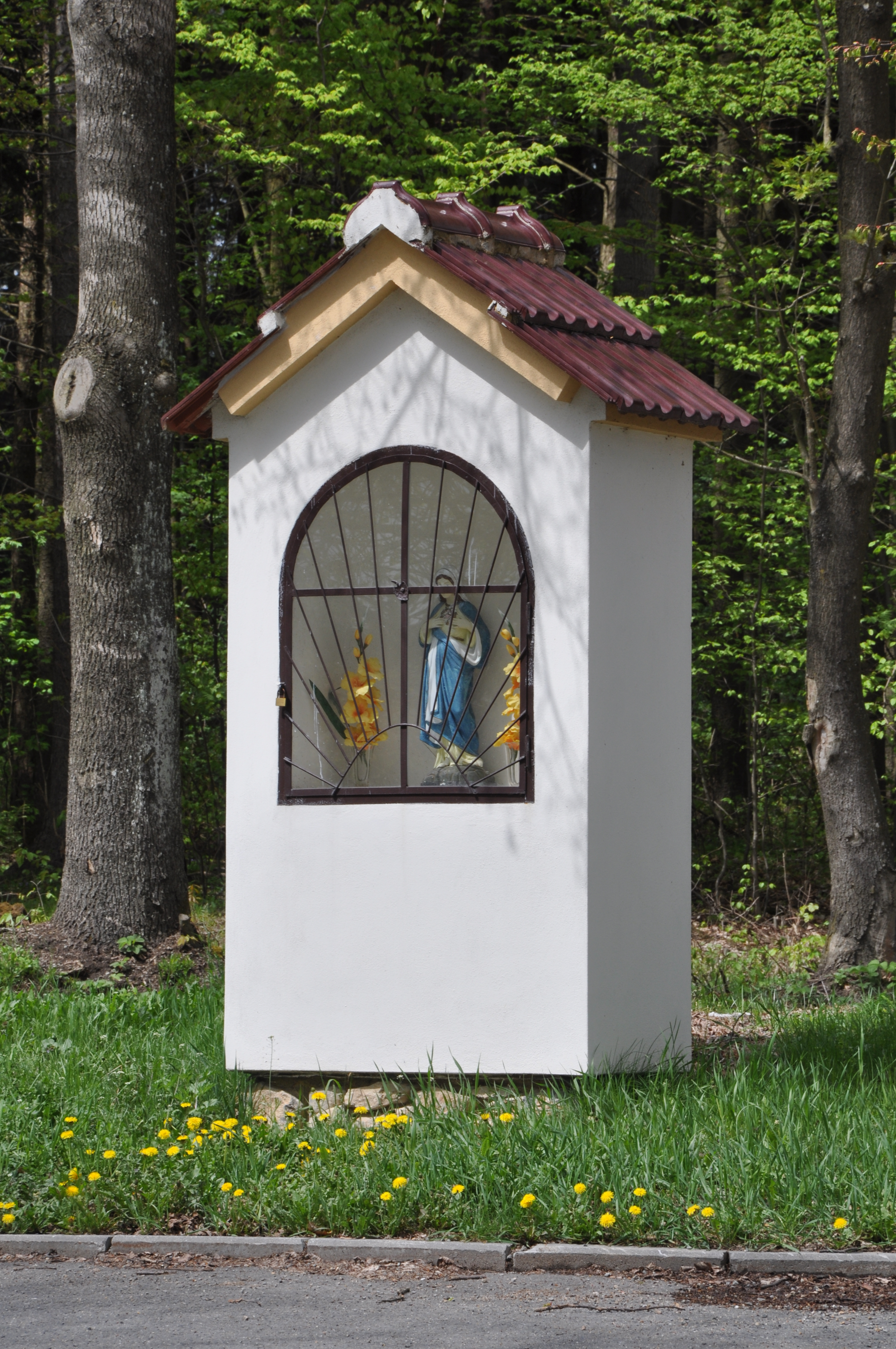
kaplička na severním konci
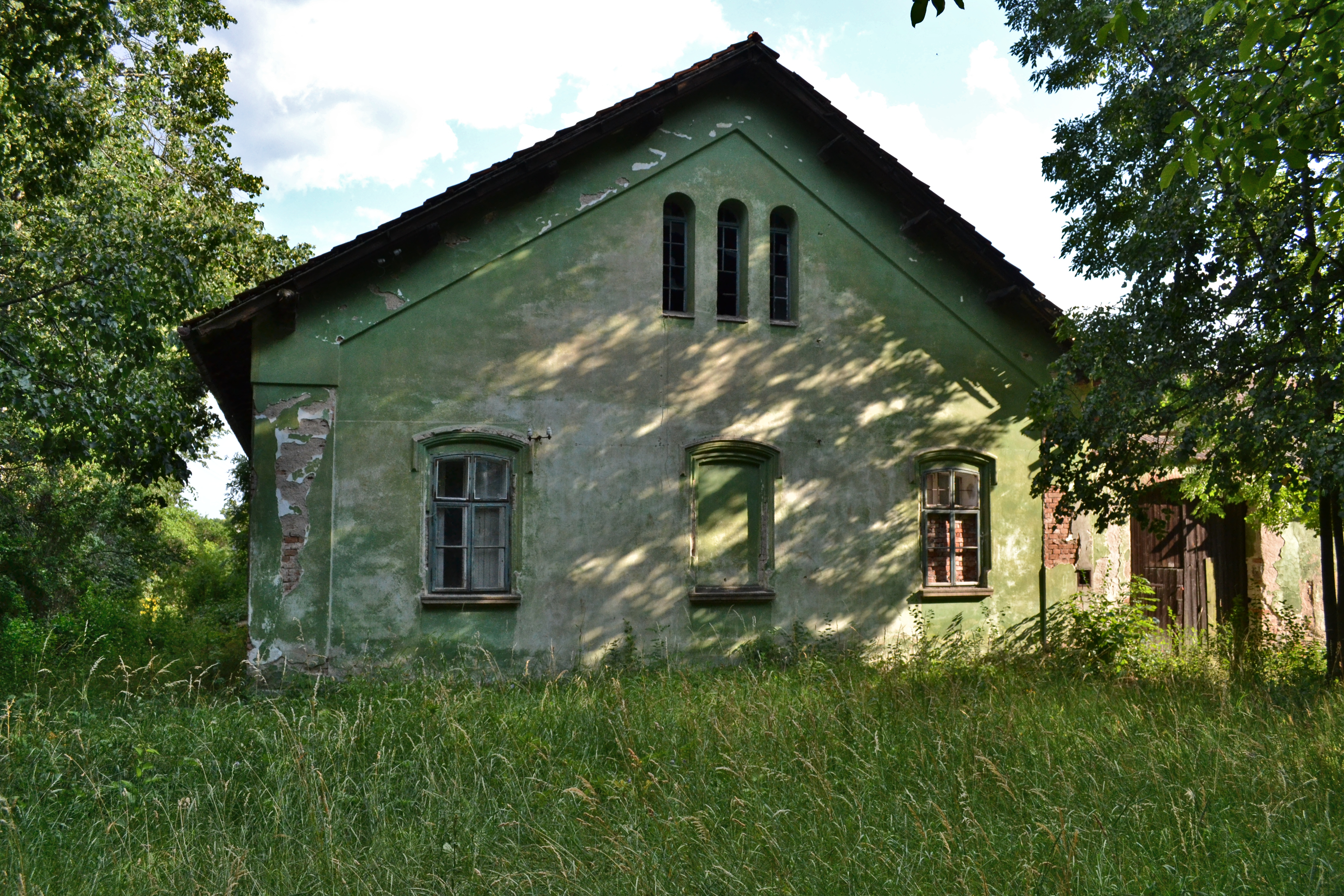
hájovna čp. 29
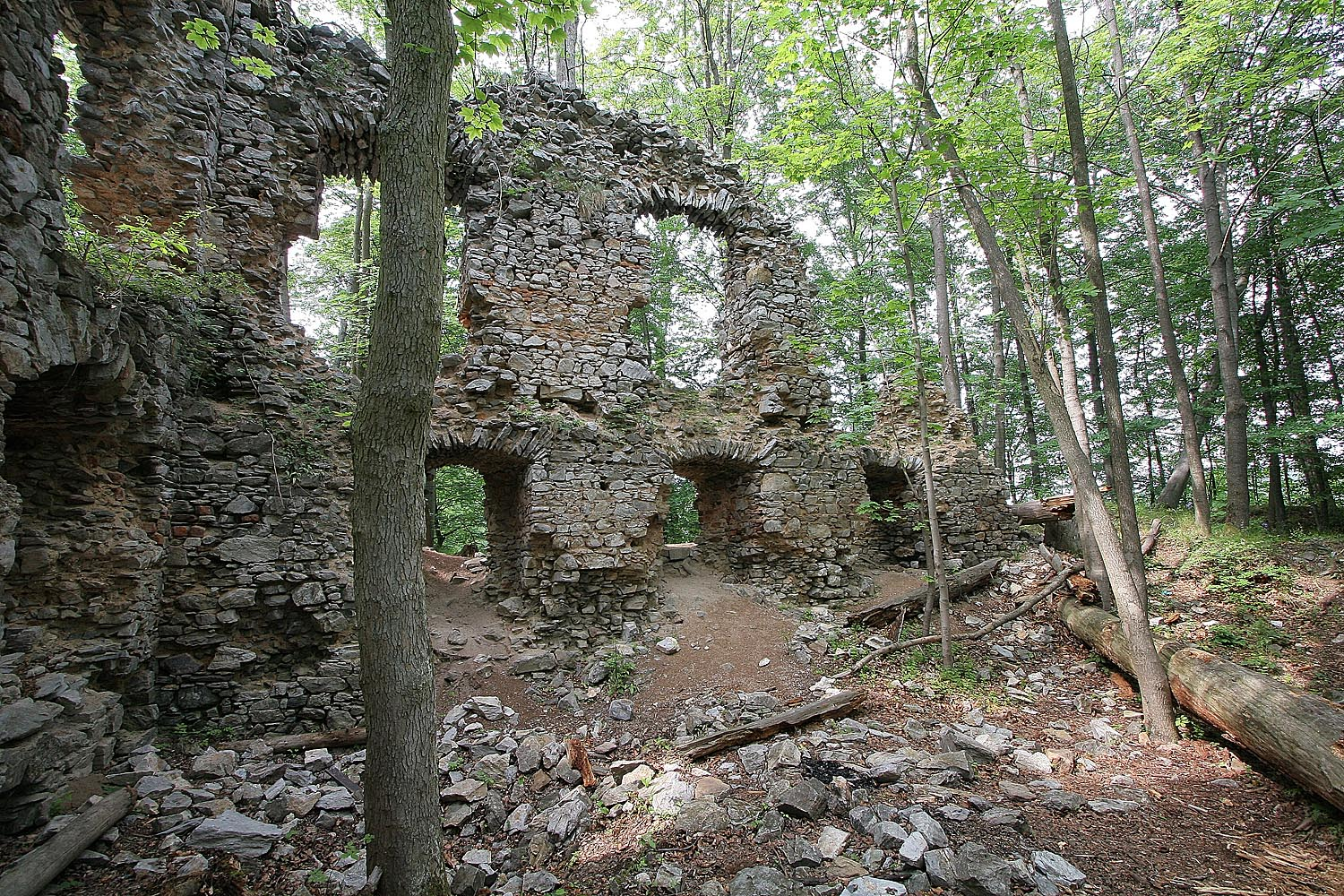
Hrad Blansek